# Mai cánh lõm
Mai cánh lõm hay dục dạc (danh pháp hai phần: Gomphia serrata) là một loài thực vật thuộc họ Mai (Ochnaceae). Loài này có ở Ấn Độ, Brunei, Indonesia, Malaysia, Singapore và Việt Nam.

## Hình ảnh

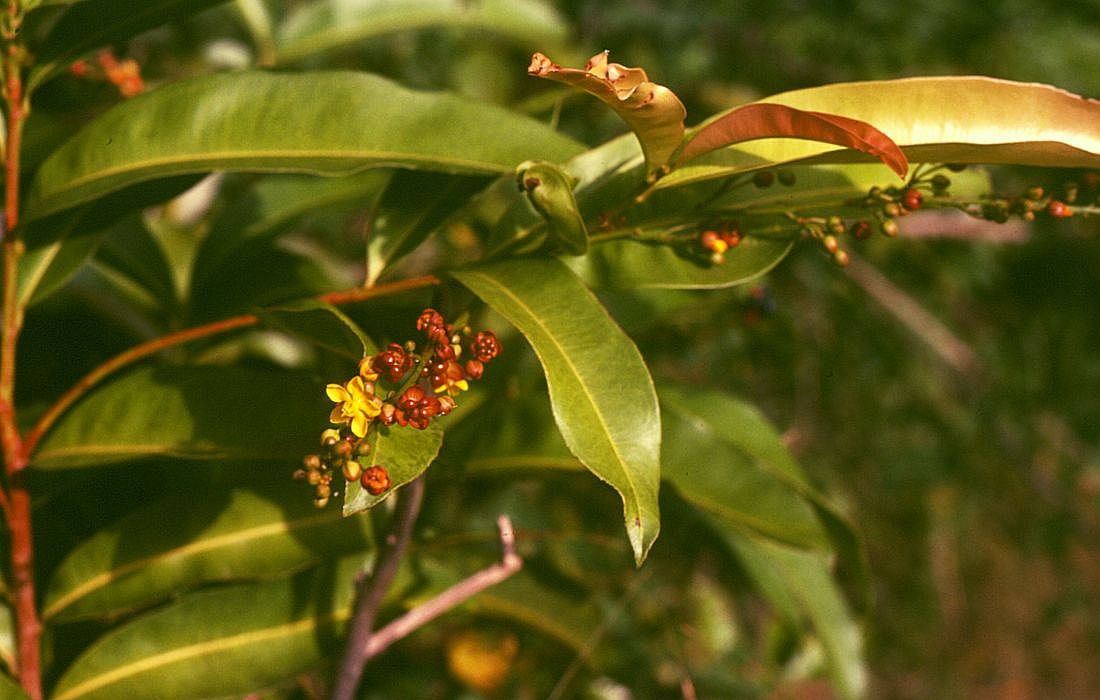
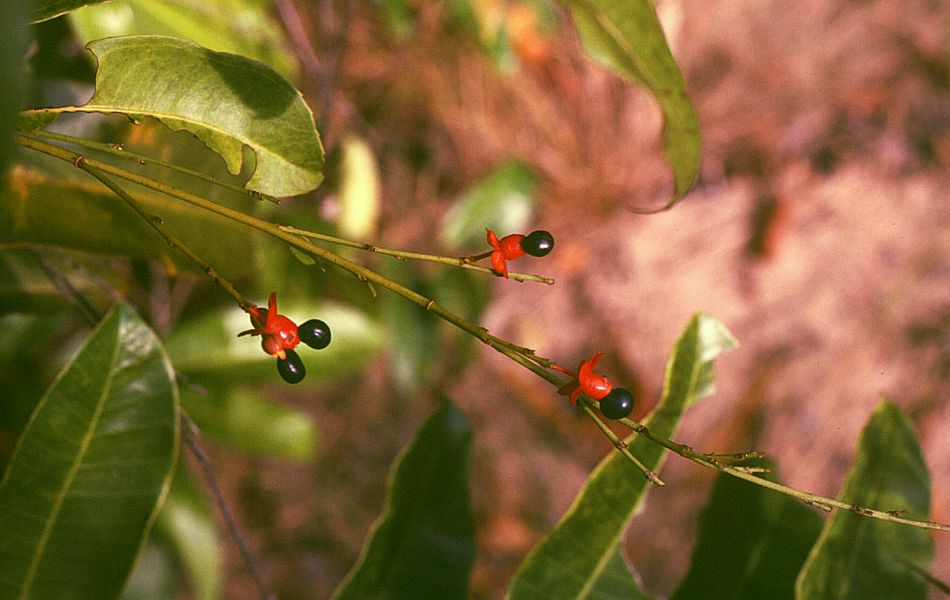